# バンジャラ・グレイハウンド
バンジャラ・グレイハウンド（英：Banjara Greyhound）は、インド原産のサイトハウンド犬種のひとつである。別名はバンジャラ・ハウンド（英：Banjara Hound）、ヴァンジャリ（英：Vanjari）など。単にバンジャラとも呼ばれる。

## 歴史
インドの遊牧民であるバンジャラ族によって作出された犬種である。いつごろ作出されたかは不明だが、サルーキともともとバンジャラ族が飼育していた牧羊犬種を掛け合わせて作出された。
さまざまな使役をこなすが、メインの仕事は猟犬として獲物を狩ることである。単独或いは2頭でサイトハント（視覚猟）を行う。鋭い視覚を駆使して獲物を捜索し、サイトハウンドの持ち味である俊足で一気に加速して獲物を仕留めた。獲物となる動物は限定はされておらず、小型獣から大型獣までさまざまな動物を狩ることが可能である。尚、獲物がノウサギなどの小型獣であればはじめからのどもとを押さえて仕留めるが、シカが相手の場合はまず後ろ足を攻撃してから追い掛け回し、弱ったところではじめてのどもとを押さえて仕留める方法をとる。
その他には家畜を誘導・管理する牧畜犬、飼い主の寝床を侵入者から守る番犬・警備犬、子供の遊び相手となるなどさまざまな役割を担っている。
かつて数頭が珍しさからアメリカへ輸出されたことがあったが、それ以外は外部に出たことがほとんどない。現在もバンジャラ族によってのみ飼育が行われていて、各国のケネルクラブやFCIには公認犬種として登録されていない。あまり知る人が多くないマイナーな犬種ではあるが、近年インドでドッグショーが隆盛しつつあり、原産国ではある程度知られている。
しかし、近年はむやみな異種交配や雑種化が進行していて、絶滅の危機にさらされている。

## 特徴
筋肉質の引き締まった体つきをしたたくましいグレイハウンドで、力が強く且つ身体能力も高い。サイトハウンド犬種のため、マズル、首、脚、胴、尾が長い。耳は垂れ耳、尾はふさふさしたサーベル形の垂れ尾。コートは硬めの短毛で、毛色はブラック・アンド・グレーなど。大型犬サイズで、性格は主人にのみ忠実で従順で、主人家族にもある程度好意を示すが、それ以外の人には簡単には心を許さず、警戒心が強い。しつけは主人からのみ受け付ける。状況判断力が優れ、狩猟の際には瞬時に頭を回すことが出来る。もちろん、それ以外のときも状況判断力は高いが、正しい信頼関係が築けていないと時に主従関係を逆転させようと牙を向くことがある。生粋の猟犬で、独立心も高いため、飼育の際にはしっかりとした訓練が必要不可欠である。吠え声は現地（インド）のありふれたパリア犬とは異なっているとされ、獲物の追跡中には吠え声ではなく低い唸り声を上げる。運動量は非常に多く、性質面なども考慮すると初心者の飼育にはまず向いていない犬種である。実猟犬の性質を熟知した、上級者が飼育するべき犬である。